# 福井準造
福井準造（日语：／ Fukui Jyunzō */?，1871年11月3日—1937年12月10日）是日本众议院议员，所属政党为立憲政友會。名字有时亦记作準三。

## 经历
福井準造是相模國大住郡小嶺村（現神奈川縣平塚市）代代担任里正和組頭的福井家的福井直吉的长子。1891年（明治24年）从慶應義塾大學卒業。由于关心社会问题，在担任神奈川县农业协会副会长期间，他受農商務省委托对神奈川县的工厂和工人展开研究。。
福井準造本人并非社会主义者，不过他于1899年（明治32年）出版的《近世社会主義》是日本最早介绍社会主义的文献。。郭沫若表示，该书于1913年被译成中文，是最早将卡尔·马克思和弗里德里希·恩格斯的思想介绍到中国的书籍。。
1908年（明治41年），竞选第10届众议院议员并当选。 1912年成功補選。其间，担任法务大臣松田正久的秘書官。
此后，先后担任小林毛皮贸易株式会社董事、东京大米商品交易所董事总经理、日本轮工株式会社监事、日本仓库株式会社董事。。

## 著作
- 《近世社会主義》（1899年，有斐閣）

## 家庭
- 福井直吉（日语：福井直吉） ：父亲，众议院议员。神奈川県農工銀行頭取。
- 中村克昌（日语：中村克昌）：岳父，众议院议员。
- 内山安兵衛（日语：内山安兵衛）：妹夫，众议院议员。